# 八郎潟町
八郎潟町（日语：／ Hachirōgata machi */?）是位於日本秋田縣中部的町，隸屬於南秋田郡，也是縣內面積最小的行政區劃。町名源自於舊時日本面積第二大湖泊八郎潟。轄區地處秋田平原北端，馬場目川流經南邊並往西流，當地人口則集中在八郎潟站的周邊地區。由於八郎潟町的交通便利且具備有利的地理條件，使當地發展成秋田縣內的通勤城鎮。而當地居民在對外通勤與就學上則多依賴秋田市與東邊的五城目町等地。
八郎潟町每年8月會舉辦秋田縣三大盆踊之一的一日市盆踊，此項舞蹈於近代被指定為縣内的無形民俗文化財。

## 地理
八郎潟町境內約18%的面積被山林覆蓋，51%的土地為農業用地。轄區地處秋田平原北端，北部坐落著海拔221.14公尺的高岳山。馬場目川則流經轄區南部的邊界，並在西邊注入八郎潟的調整池。

### 氣候
八郎潟町的年均溫約為11℃，年降雨量則約1500毫米至2000毫米。當地冬季多為陰天且日照時數較少，但受到對馬暖流的影響，其氣候和內陸地區相比較為溫暖，為秋田縣内較降雪量較少的地區之一。八郎潟町在梅雨季節的日照時數則較本州鄰近太平洋側的地區還多。

## 歷史
明治22年（1889年）2月，日本在當地實施町村制，並設置一日市村和面潟村。大正14年（1925年）12月1日，一日市村改制成一日市町。昭和31年（1956年）9月30日，一日市町與面潟村合併成現今的八郎潟町，為秋田縣内面積最小的行政區劃。
昭和58年（1983年）的日本海中部地震在八郎潟町引發震度5的地震，並造成兩處農地受損。2011年3月11日的日本東北地方太平洋近海地震則在當地引發震度4的地震，並且因電力公司實施分區輪流供電，導致當時全町同時停水。

## 行政
現任町長畠山菊夫於2024年9月在選舉中第4次成功連任，其任期將持續至2028年9月。

## 經濟
根據日本2020年的國勢調查統計，八郎潟町的就業人口中有10.6%從事第一級產業，21.7%的就業人口從事第二級產業，其餘的67.7%則從事第三級產業。當地的重點產業為農業，並且以種植稻米為主，但近年來從事農業的就業人口有高齡化的趨勢。而八郎潟町的商家主要集中在八郎潟站前的一日市商店街。
由於八郎潟町內的一日市盆踊和願人舞於近代被指定為秋田縣的無形民俗文化財，每年吸引許多遊客前來觀賞，使當地也逐漸盛行觀光業。

## 教育
八郎潟町内共設有1所小學校和1所中學校。

## 交通
國道7號以南北向穿越八郎潟町的城鎮中心旁，為當地的主要道路之一。而距離當地最近的交流道是位於五城目町的五城目八郎潟交流道。鐵路方面，東日本旅客鐵道的奧羽本線通過八郎潟町，並在城鎮中心設置八郎潟站。

## 外部連結
- 八郎潟町 （页面存档备份，存于）